# Guilherme Camarinha
Guilherme Duarte Camarinha (Valadares, Vila Nova de Gaia, 1912 — Porto, 1994) foi um pintor português.

## Biografia

Profissões, tapeçaria, 192 x 292 cm

Filho de Joaquim Francisco Camarinha e de Maria da Silva Duarte, nasceu em Valadares, Vila Nova de Gaia, a 1 de Novembro de 1912. A sua mãe morreu quando Guilherme Camarinha tinha cerca de 11 anos de idade.
Frequentou o Liceu Alexandre Herculano, Porto, até ao 3º ano (equivalente ao atual 7º ano de escolaridade). Em 1927, matriculou-se no Curso Preparatório de Pintura da Escola Superior de Belas-Artes do Porto, onde foi aluno de Acácio Lino e Joaquim Lopes e condiscípulo, entre outros, de Augusto Gomes.
Foi professor do ensino técnico no Porto e em Guimarães. Foi membro do Grupo + Além, criado na ESBAP em oposição às tendências mais conservadoras na arte e no seu ensino. Embora não tenha assinado o manifesto do movimento participou nas suas exposições no Salão Silva Porto (1929) e no Ateneu Comercial do Porto (1931). Na década de 1940 integrou as exposições dos Independentes. Entre 1959 e 1962 lecionou na ESBAP e participou nas exposições Magnas da Escola realizadas durante esse período.
A partir do final da década de 1950 e para além da pintura, dedicou-se ao fresco, ao mosaico e, sobretudo, à tapeçaria, para cuja renovação a nível nacional deu um importante contributo, em articulação com a Manufatura de Tapeçarias de Portalegre, onde foram fabricadas todas as suas peças. Iria realizar grande número de encomendas para edifícios públicos abordando temas predominantemente alegóricos e históricos. Destaquem-se, entre outras, as obras que realizou para tribunais (Chaves, Coimbra, Tomar, Faro, Amarante, Pombal, Santiago do Cacém, Lisboa, etc.), câmaras municipais (Matosinhos,  Famalicão,  Porto…), universidades (Faculdade de Letras da Universidade de Coimbra,  Faculdade de Medicina da Universidade do Porto, Faculdade de Direito da Universidade de Lisboa…), embaixadas portuguesas (Brasília, Pretória…).
Recebeu os seguintes prémios: Prémio Amadeo de Souza Cardoso, 1936 (S.P.N.); 2º prémio de Pintura, I Exposição de Artes Plásticas da Fundação Calouste Gulbenkian, 1957; Prémio Nacional de Tapeçaria, 1967; Medalha de Mérito, Grau de Ouro, Câmara Municipal do Porto (atribuída postumamente, em 1995).
A 30 de junho de 1972, foi agraciado com o grau de Comendador da Ordem Militar de Sant'Iago da Espada.

## Algumas obras
- A Lenda da Misarela, para a EDP-Hidroeléctrica do Cavado (1950).
- A Valorização, para o Ministério das Finanças (1953).
- Vinho. Alegria Dourada, para a Sogrape (1958).
- Honra e Glória, para a Câmara Municipal do Porto (1958).
- Régia Cúria, para o Tribunal de Coimbra (1959).
- A Devolução da Várzea Grande ao Povo de Tomar, fresco no Tribunal de Tomar (1959).
- Lenda do Senhor de Matosinhos, para a Câmara Municipal de Matosinhos (1960).
- Actividades no Porto junto ao Rio e S. João do Porto, para a Câmara Municipal do Porto (1962).
- Painel em mosaico Donà (de Murano) sobre a epopeia dos Descobrimentos Marítimos, 1962, antigo edifício do BNU (atual MUDE), Rua Augusta, nº24, Lisboa.[5]
- A Primeira Sentença, fresco no Tribunal de Alijó (1966).
- Fauna do Mar, fresco no Tribunal de Ovar (1968).
- Reforma da República, para o Palácio de Justiça de Lisboa (1970).
- Actividades e Histórias dos Pedreiros, para a Cooperativa dos Pedreiros (1970).
- Alentejo, para a ENATUR (1972).
- Terra e Mar, para a Sociedade do Estoril-Hotel Guincho (1974).

### Painel no BNU, 1962

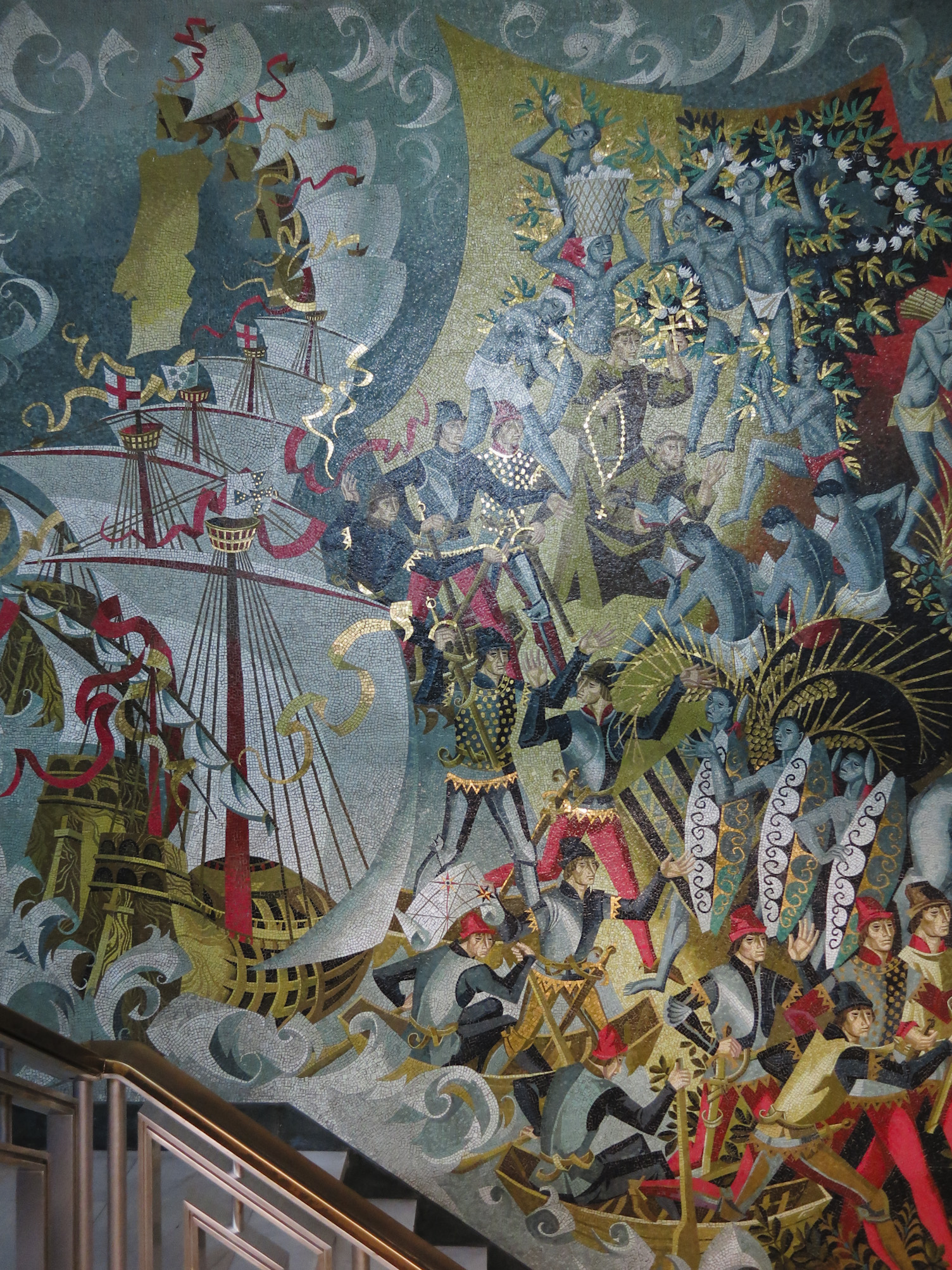
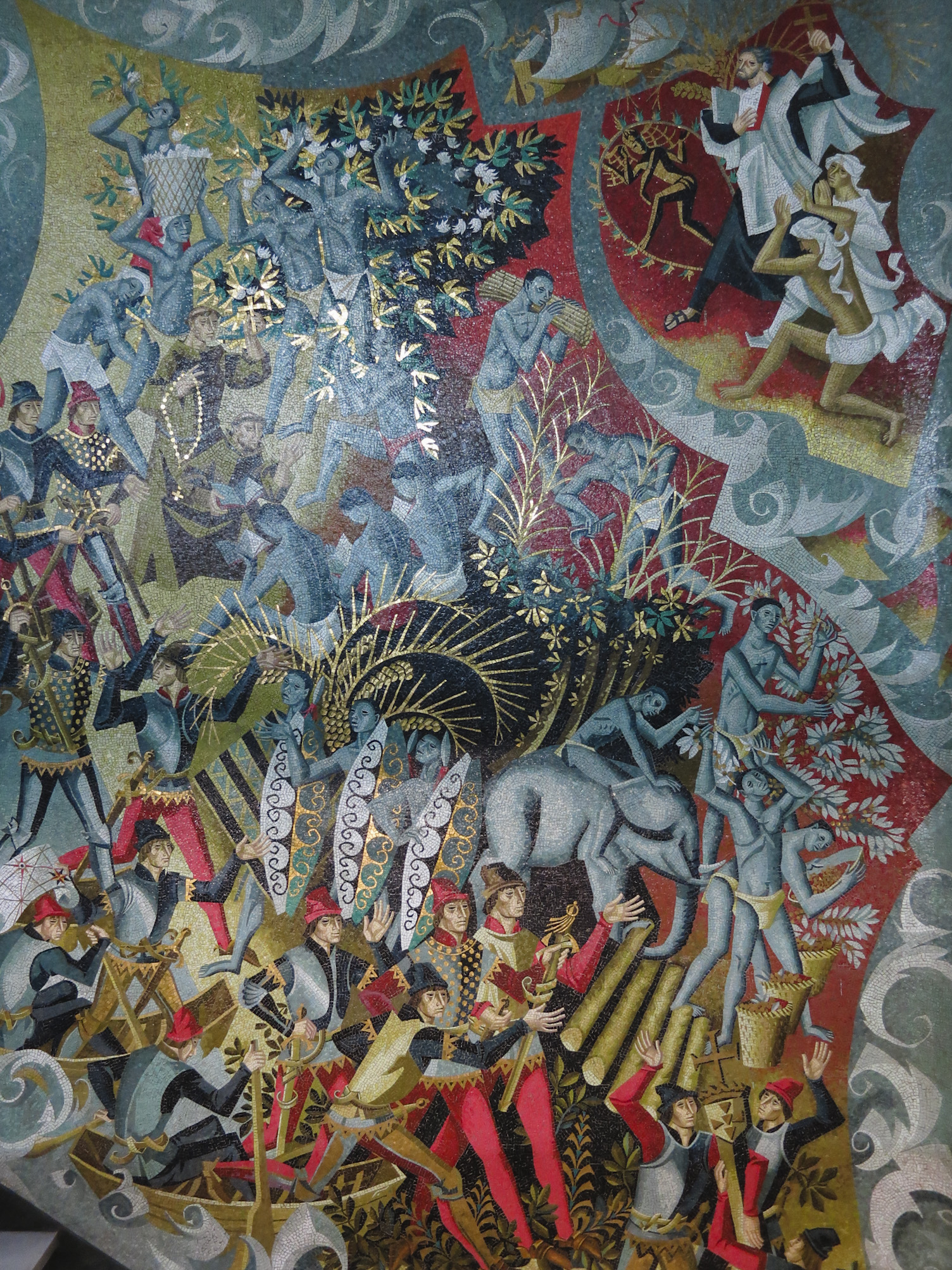
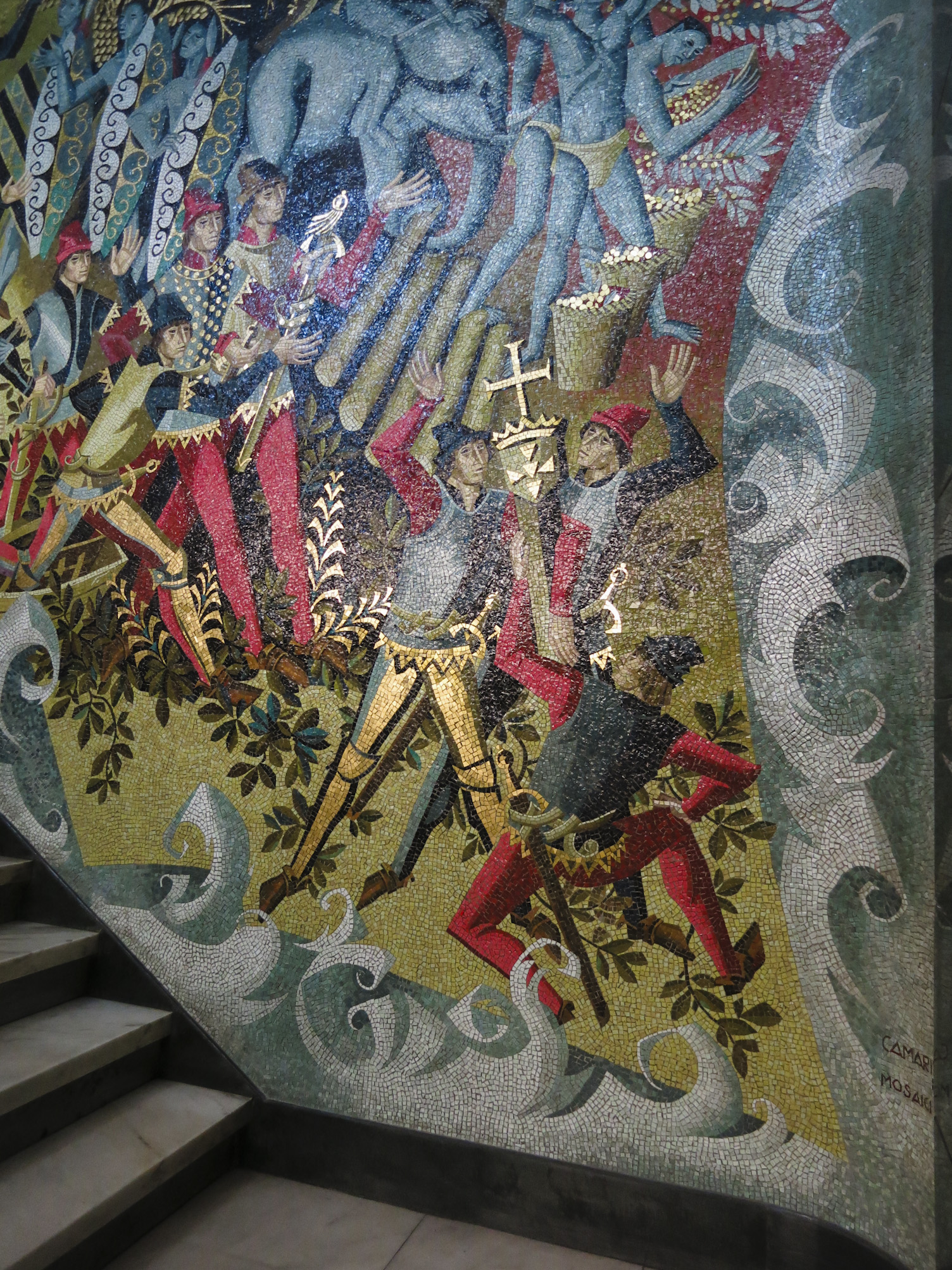